# Kugelbake

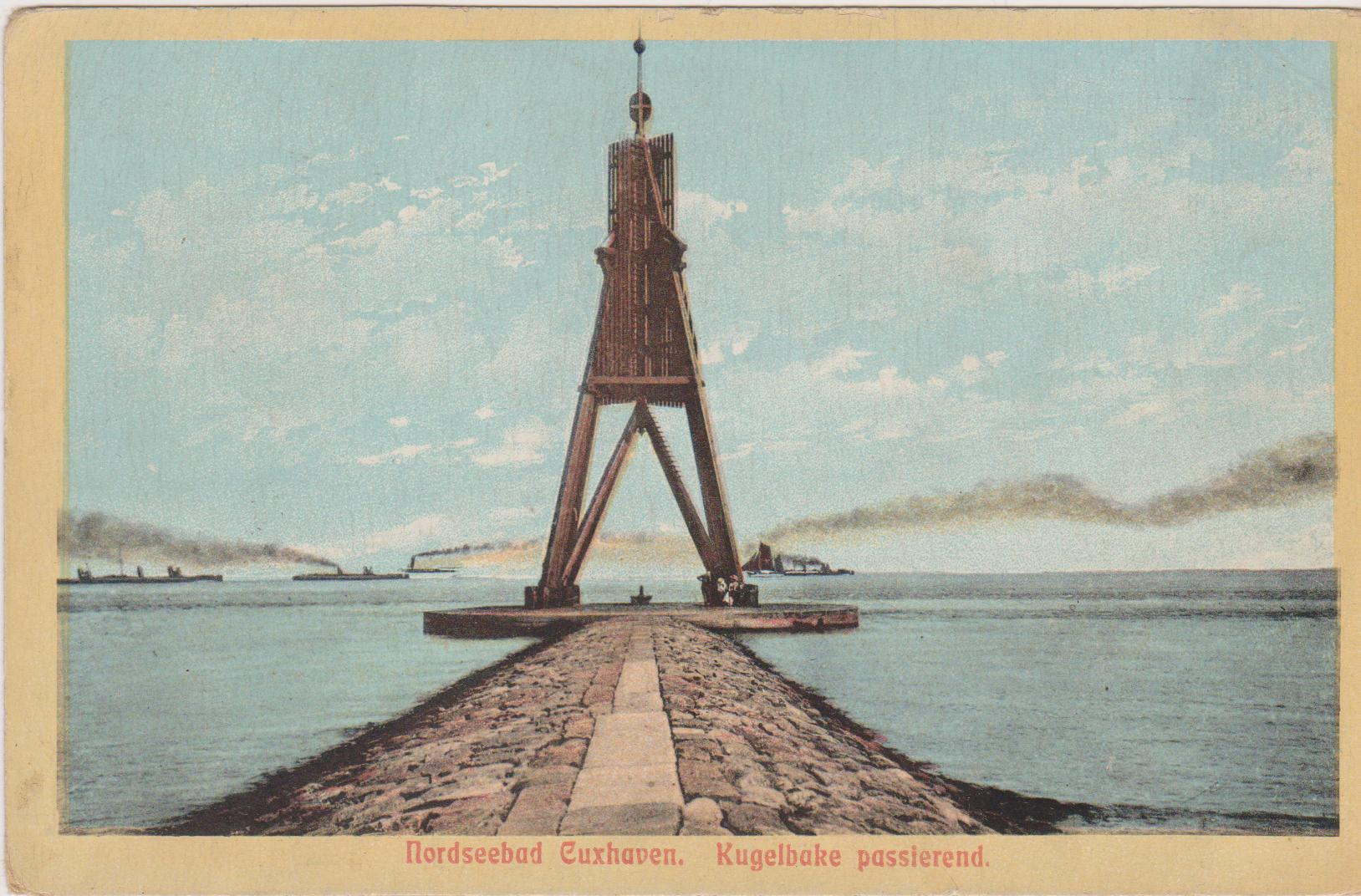
Het Kugelbake op een ansichtkaart uit 1914

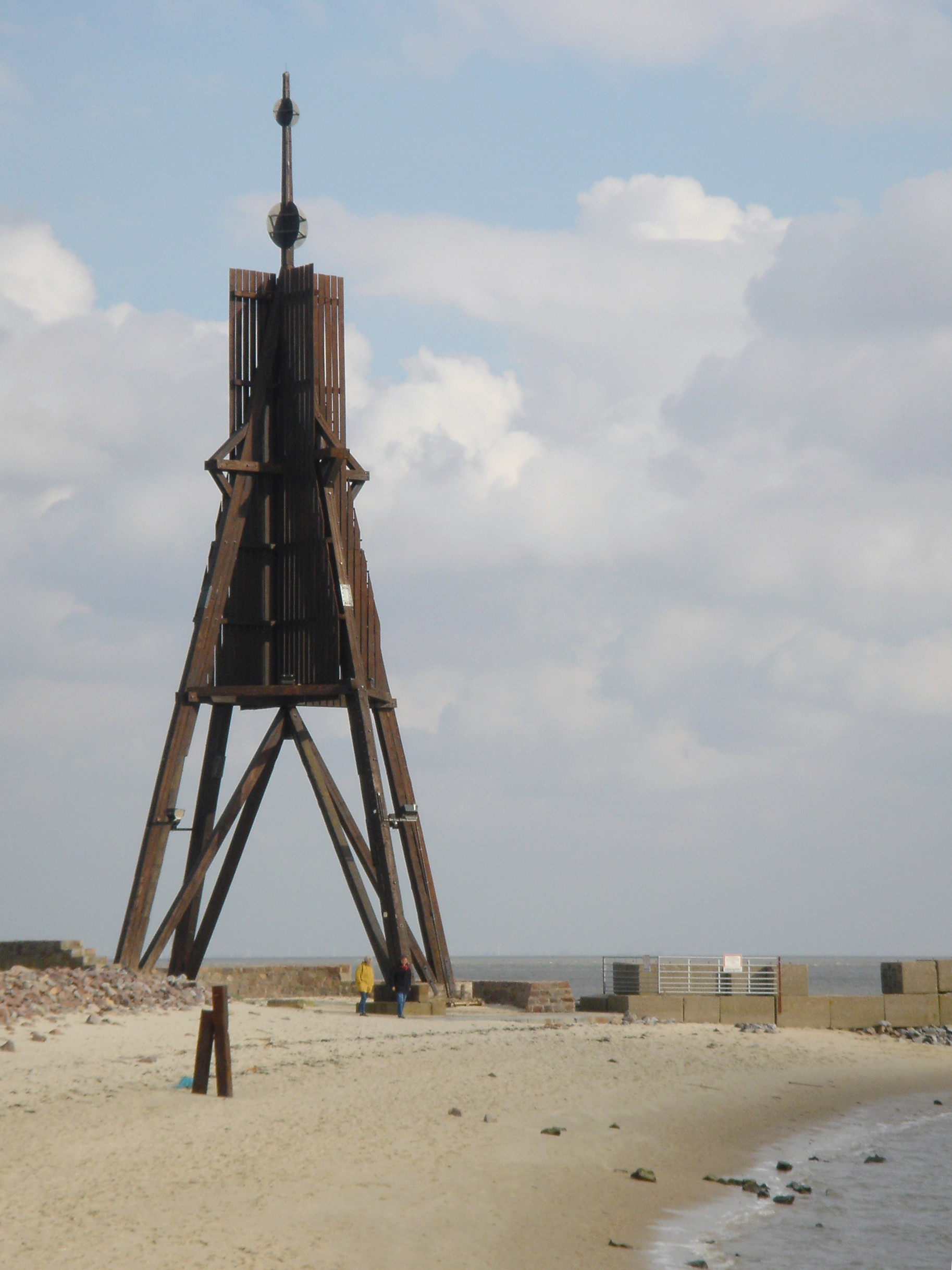
Het Kugelbake op 6 oktober 2004

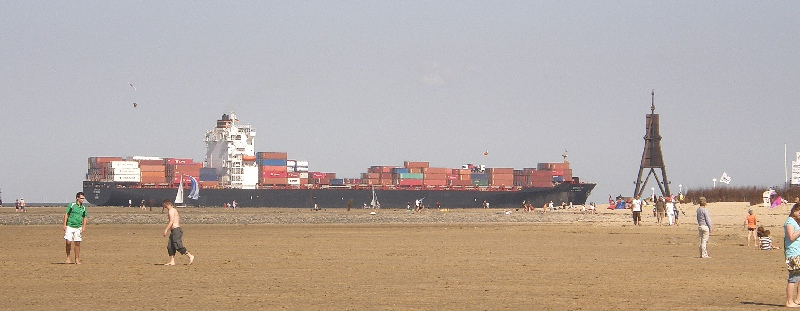
Het Kugelbake gezien vanaf het wad

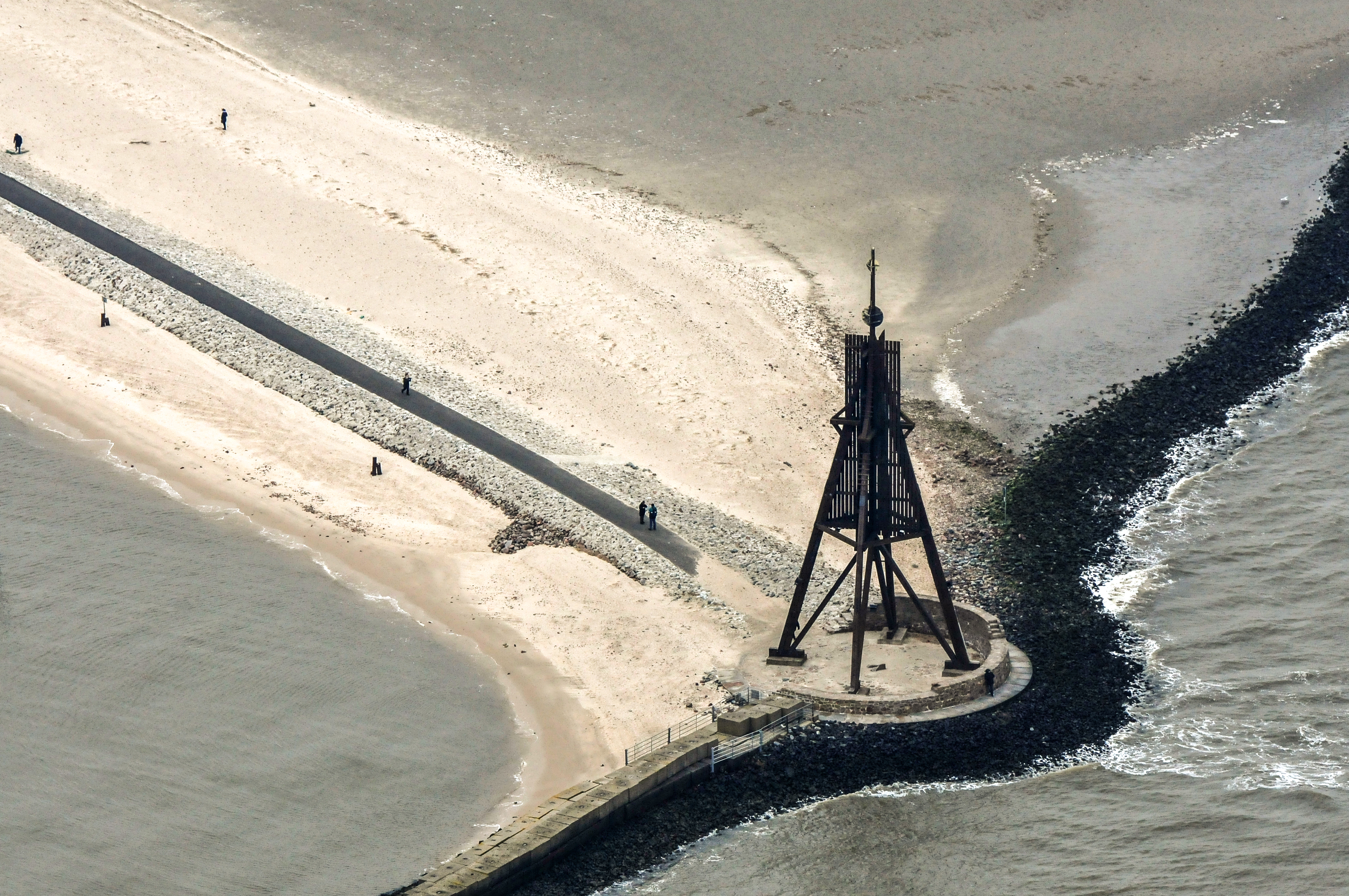

Het Kugelbake is een houten kaap bestemd als baken (onder andere als dagmerk) voor de scheepvaart in de Duitse havenstad Cuxhaven. Het is het symbool van Cuxhaven en sinds 1913 als afbeelding in het wapen van de stad opgenomen. Een voorganger van het huidige bouwwerk diende ook als vuurtoren, maar vandaag de dag wordt zij enkel nog in de nacht verlicht als toeristische attractie.
Het baken staat naast een druk bevaren scheepvaartroute bij het stadsdeel Döse en was een belangrijk oriëntatiepunt voor de scheepvaart. Hier komen de zeeschepen langs die vanaf de verkeersscheidingsstelsels op de Noordzee de haven van Hamburg willen aandoen en omgekeerd. Geografisch gezien eindigt hier de Elbe en begint hier de Noordzee, en vanuit maritiem oogpunt is dit punt de scheiding tussen de buiten- en binnen-Elbe. Het Elbe-estuarium is ter hoogte van het Kugelbake ongeveer 18 kilometer breed. Tegelijkertijd markeert het Kugelbake het noordelijkste punt van Nedersaksen (op het vasteland). Symbolisch gezien scheidt het 30 meter hoge baken het Elbe en Weser-estuarium van elkaar.

## Geschiedenis
Het eerste Kugelbake werd waarschijnlijk in 1703 opgericht op verzoek van loodsinspecteur Paul Allers, nadat een groep van bomen dat als baken gebruikt werd, weggespoeld werd door een hevige stormvloed.
Het bouwwerk is opgetrokken uit hout waarvan de levensduur nooit lang was vanwege houtrot, verwering door de weerselementen, zware stormen en overstromingen die het baken teisterden, zodat na niet meer dan 30 jaar het herbouwd of hersteld moest worden. De eerste renovatie vond waarschijnlijk in 1737 plaats.
In 1853 werd het Kugelbakelicht als lichtbaken voor de nachtelijke oriëntatie om de moeilijke kromming in het vaarwater te markeren. Het licht brandde binnenin het Kugelbake zelf.
Bij het uitbreken van de Frans-Duitse Oorlog in het jaar 1870, werd de lichthut uit tactische redenen gedemonteerd, om de vijand geen aanknopingspunt te geven. Ook met het begin van de Eerste Wereldoorlog moest het Kugelbake wijken. In 1924 werd het opnieuw opgericht, waarbij echter in plaats van de naamgevende bal (kugel), twee ronde rechthoekige samengestelde platen aan de top bevestigd.
Het Kugelbakelicht was in 1878 alleen nog als reserve hulpmiddel, aangezien er een lichtschip jaarlijks uitgezet werd.
De beroemde radiopionier Jonathan Zenneck probeerde in 1900 een radioverbinding tussen het vasteland en de schepen op zee te leggen. Binnen het Kugelbake werd een houten hut gemaakt die werd voorzien van de benodigde antennes en technische uitrusting voor het allereerste kustradiostation.
In 2001 gaf het water- en scheepvaartbureau het Kugelbake aan de federale overheid terug, omdat het zeebaken zijn maritieme betekenis verloren had. Er is vervolgens een stichting opgericht om dit historische herkenningsteken te behouden. Sinds 2002 is het Kugelbake in bezit van de stad Cuxhaven en is het een beschermd monument. De huidige constructie stamt uit de periode van na 1945.